# Othon-Victor Ier de Schönbourg-Waldenbourg
Othon-Victor Ier de Schönbourg-Waldenbourg (1er mars 1785 à Waldenburg et mort le 16 février 1859 à Leipzig) est un membre du parlement de Saxe (de), prince de Schönburg à partir de 1800.

## Famille
De son mariage avec la princesse Thècle de Schwarzbourg-Rudolstadt (née le 23 février 1795 et mort le 4 janvier 1861 au château de Gauernitz), fille du prince Louis-Frédéric II de Schwarzbourg-Rudolstadt, naît neuf enfants :
- Caroline Henriette Marie Louise (née le 13 mars 1818 à Waldenburg et morte le 22 avril 1829 dans la même ville)
- Othon-Frédéric (de) (1819-1893), 3e prince de Schönbourg
- Ida (née le 25 avril 1821 à Waldenburg et morte le 12 janvier 1895) mariée avec Gustav Viktor Otto comte de Wartensleben (1836-1900)
- Hugo (de) (1822-1897), général d'infanterie prussien, commandant de l'ordre de Saint-Jean de Jérusalem
- Emma (née le 24 juillet 1824 à Waldenburg et morte le 12 juillet 1839)
- Mathilde (née le 18 novembre 1827 à Waldenburg et morte le 22 mars 1914) mariée avec Adolphe de Schwarzbourg-Rudolstadt (de) (1801-1875), lieutenant-maréchal de camp
- Georges (1828-1900), général de cavalerie saxon, adjudant général du roi de Saxe
- Ottilie (née le 3 mai 1830 à Waldenburg et morte le 3 novembre 1880) mariée avec Richard-Clement comte de Schönbourg-Hinterglauchau (1829-1900)
- Charles-Ernest (né le 8 juin 1836 à Waldenburg et mort le 8 juin 1915 au château de Gauernitz), seigneur de Gauernitz et Schwarzenbach, chevalier de Justice de l'ordre de Saint-Jean